# 锦城广场东站
锦城广场东站位于中国四川省成都市高新区成都SKP购物中心地下，是成都地铁18号线的一座车站，于2020年9月27日启用。锦城广场东站目前与1号线锦城广场站不相连。

## 车站结构
锦城广场东站为地下五层车站，18号线站台位于地下四层，为岛式站台。另预留23号线与29号线车站结构，其中23号线站台位于地下三层，29号线站台位于地下五层。
|               |  | 未來 23号线站台 |
| 未啟用 · 島式 |  |                 |
|               |  | 未來 23号线站台 |

|                                  |  | 18号线往火车南站（孵化园）   |
| 島式 · 開左邊车门 · 无障碍卫生间 |  |                              |
|                                  |  | 18号线往天府机场北（世纪城） |

|               |  | 未來 29号线站台 |
| 未啟用 · 島式 |  |                 |
|               |  | 未來 29号线站台 |

1号线锦城广场站与本站未在地下连接，也没有虚拟换乘服务，因此未与18号线形成换乘。

## 出入口
本站目前开放2个出入口，连接地面与站厅的无障碍电梯位于站厅中部，不在任意一出口附近。此外，站厅还设有与成都SKP的连通口。
|          |                                                            |      |  |
| 编号     | 指示                                                       | 照片 |  |
|          | 天府大道北段、锦悦东路、锦悦西路、成都市人民政府、锦城广场 |      |  |
| 出口 · B | 天府大道北段、桂溪生态公园、灌锦立交桥                     |      |  |

## 車站週邊
- 成都SKP购物中心
- 锦城广场
- 1号线锦城广场站

## 历史
2017年时，此处规划建设综合换乘服务中心，该地铁站作为配套设施建设。后综合换乘服务中心施工途中取消建设，最终建成SKP购物中心，不过地铁站仍按规划建成。
原先规划锦城广场站为1、11、18和29号线四线换乘枢纽，后来11号线规划调整，该站划归16号线，16号线再拆分调整，目前划归23号线。另外由于18号线车站无法换乘1号线，在2020年开通时本站最终改为锦城广场东站。